# Черидник, Игорь Алексеевич
И́горь Алексе́евич Черидни́к (28 февраля 1962, Ленинград) — советский и российский барабанщик, преподаватель, радиоведущий. Известен как участник групп: «АукцЫон», «Странные игры», «АВИА», «Колибри», «Поп-механика», «Игры», «Препинаки», «Скорая помощь», «Pep-See», «Объект насмешек», «Народное ополчение», «Внезапный сыч», «Зарок», «Автоматические удовлетворители», «Кочевники/Савояры», «Pandora Snail», «Шутка Баха», «Жёлтый дом», «Stereozoldat», «Близнецы», «Русский музей», «Джоанна Стингрэй», «Изолятор» и многих других.

## Биография
В 1983 году окончил Ленинградский техникум морского приборостроения по специальности математик-программист. Выступал в составе различных самодеятельных и профессиональных рок-групп. В 1986 году поступил на эстрадное отделение Ленинградского музыкального училища им. М. П. Мусоргского по специальности ударные инструменты. В связи с активной концертной деятельностью (в тот период он играл в группах «АукцЫон», «Игры», «Поп-механика», «Препинаки») пропускал занятия вследствие чего, не проучившись двух лет, был отчислен за академическую неуспеваемость.
Сотрудничал с группами «ДДТ», «Аквариум», «2ва Самолёта»; «Ноль», «Ленинград», «Мануфактура», «Дети», "Рок штат", "Машнин бэнд" и другими.
В настоящее время участник групп «Игры»; «Странные игры», «АВИА». Также является участником спектаклей «Театра Михаила Новицкого».
В 2012 году в честь 50-летнего юбилея устроил концерт, где играл одновременно в 12 группах.
С 2012 — радиоведущий собственных программ сначала на «Радио Фонтанка — FM» («Фонтанка», а позднее на радио «Imagine» (программы — «Частная коллекция» и «Волшебная нить Ариадны»).
```
С марта 2023 года и по настоящее время  - ведущий своей программы (в соавторстве с Максимом Темновым) "ВОЛШЕБНАЯ НИТЬ АРИАДНЫ" на "РАДИО ШОК". Программа выходит в прямом эфире по пятницам с 16-00.
```

Выступал вместе с Ильёй Лагутенко («Мумий тролль»), Виктором Салтыковым (экс-«Мануфактура», «Форум», «Электроклуб»), Юрием Каспаряном («Кино»), заслуженным артистом России Евгением Дятловым (экс-«АукцЫон»), З.А. России Сергеем Рогожиным (экс-«АукцЫон», «Форум»), Павлом Зелицким («Алиса»), а также вместе с британским рок-музыкантом Билли Брэгг (Billy Bragg) и гитаристом-виртуозом из США Майкл Энджело Батио (англ. Michael Angelo Batio). В составе «Поп-механики» Сергея Курёхина играл в коллективе музыкантов из популярных английских групп «Echo & the Bunnymen», «New Order» и других.
Принимал участие в передачах Владимира Глазунова «Рождённые в СССР», которые выходят на канале «Ностальгия», в составе групп «Игры», «Странные игры» и «Кочевники-Савояры».
В 2013 году участвовал в записи альбома «Санечка» (инструментальная композиция «An-24») проекта «Аdвокат Беляк Band».
С конца 2017 по лето 2019 года работал преподавателем игры на ударной установке в «Арт-центре “Гаркундель”».
С июня 2019 года приглашён в качестве преподавателя игры на ударной установке в «Мастерской Максима Леонидова».
Имеет двух детей: 
Дети 
1. Екатерина Черидник ( Шибалова ) 1989 год рождения.
2. Вероника Черидник 2014 год рождения.

Также Игорь имеет двух внуков
1. Евгений Шибалов 2014 год рождения .
2. Анна Шибалова 2019 год рождения.

Скорая помощь
- 1983 — «Ты любовь моя»

Игры
- 1989 — «Крик в жизни»
- 1989 — «Детерминизм»

АукцЫон
- 1986 — «Вернись в Сорренто»
- 1987 — «В Багдаде всё спокойно»
- 1988 — «Д’обсервер»
- 1989 — «Как я стал предателем»

Препинаки
- 1989 — «Друг мой верный самолёт»
- 1991 — «Майский ром»
- 1992 — «Фигаро здесь»
- 1994 — «ЧА ЧА ЧА»
- 1994 — «Е-е-е»
- 1995 — «В шесть утра на Чёрной речке»

Жёлтый дом
- 1993 - «Жёлтый дом»

Народное ополчение
- 1993 — «Израиль»

Колибри
- 1994 — «Найдите десять отличий»

Странные игры
- 1996 — «Странные игры в WILD SIDE-клубе 1996»

Шутка Баха
- 2014 — «Пружина — весна»

АУ remix 2009

2009 - "АУ remix 2009"
Pandora Snail
- 2015 — «War & Peace»

Олег Ахмеров
- 2017 "10"

Трио "Зелицкий, Остапенко, Черидник"
- 2017 — «Сингл»

TibiDabo
- 2019 — «Горький вкус абсента»

Группа "ЧБ"
- 2021 - "Ч.Б."

СЕРГЕЙ КРЫМОВ, МИХАИЛ ДУБОВ, АЛЕКСЕЙ ТОПОЛОВ, ИГОРЬ ЧЕРИДНИК
- 2021 - ЖЕРТВА ТЕЛЕВИЗОРА

## Фильмография
- 1986 — «Взломщик» — камео (с группой «АукцЫон»).
- 1987 — «Рок» — камео (с группой «АукцЫон»).
- 1988 — «Dawai Рок’n’Roll» (Германия) (барабанщик гр. «АукцЫон»).
- 1988 — «И у камня бывает сердце». Фильм о VI фестивале ленинградского «Рок-клуба».
- 1989 — Участник передачи «Музыкальный ринг» в составе гр. «Игры».
- 1989 — фильм студии ВВС (Великобритания) — «Поп-механика в Ливерпуле» (барабанщик, участник интервью).
- 1992 — Видеоклип Владимира Преснякова младшего «Подружка Маша» (барабанщик).
- 2008 — Участник документального фильма А. Липницкого о группе «Странные игры» (из цикла «Еловая субмарина»).
- 2012 — Фильм о группе «Препинаки» «Аисты в кедах».
- 2012 — Документальный музыкальный мини-сериал «All Drums Fest» (4 фильма) посвящённый 50-летнему юбилею Игоря Черидника.
- 2014 — «В активном поиске» — камео.
- 2015 — Участник цикла программ Владимира Глазунова «Рождённые в СССР» с группами «Игры», «Странные игры», «Кочевники/Савояры».
- 2016 — Документальный фильм Зои Петровой и Влада Куракина «Герои советского нью-вейва» (барабанщик гр. «Игры», «Странные игры»).
- 2021 - Документальный фильм Ильи Митрофанова "ЧЕРИДНИК" (главный герой).
- 2021 - Документальный фильм-концерт Ильи Митрофанова "Игры в Фиш-фабрик".
- 2021 - Документальный фильм Зои Петровой и Влада Куракина " Выйти из под контроля".